# Viana de Jadraque
Viana de Jadraque – gmina w Hiszpanii, w prowincji Guadalajara, w Kastylii-La Mancha, o powierzchni 24,41 km². W 2011 roku gmina liczyła 53 mieszkańców.